# 日本健康管理協会
一般財団法人日本健康管理協会（にほんけんこうかんりきょううかい）は、労働安全衛生法による健康診断などを主な事業とする財団法人。
1978年（昭和53年）厚生労働省所管の財団法人両毛労働センターとして群馬県に設立。
2004年（平成16年）財団法人東日本労働衛生センター（ひがしにほんろうどうえいせいセンター）に改称。
2012年（平成24年）1月1日に現在の名称に改組した。

## 事業
- 疾病予防及び健康増進のために各種の健康診断の実施と健康指導
- 疾病予防及び健康増進に関する知識の普及啓発 等

## 関連施設
- 本部 / 東京都中央区
- 東京支部 / 東京都新宿区
- 新宿健診センター / 東京都新宿区
- 北関東支部 / 群馬県伊勢崎市
- 総合健診センター / 群馬県伊勢崎市
- いせさきクリニック / 群馬県伊勢崎市
- 山形健康管理センター / 山形県山形市
- 栃木事務所 / 栃木県栃木市
- 仙台事務所 / 宮城県仙台市